# Saman Veisi
Saman Veisi (in persiano سامان ویسی‎; Sanandaj, 7 agosto 1982) è un ex cestista iraniano.

## Carriera
Con l'Iran ha disputato i Campionati mondiali del 2010 e due edizioni dei Campionati asiatici (2003, 2013).